# Rinorea erianthera
Rinorea erianthera är en violväxtart som beskrevs av Cheng Yih Wu och C. Ho. Rinorea erianthera ingår i släktet Rinorea och familjen violväxter. Inga underarter finns listade i Catalogue of Life.